# Röntgen (unità di misura)
Il röntgen (simbolo R) è un'unità di misura dell'esposizione a una radiazione ionizzante. Non fa più parte delle unità del Sistema internazionale. È stata l'unità storica dell'esposizione a raggi gamma e raggi X.
Il röntgen è definito come la quantità di radiazione che produce una ionizzazione di uno 1 statcoulomb, ovvero circa 2,08 × 109 coppie di ioni, per ogni cm3 di aria a 0 °C e 1 atm. 
Si ha che 1 R = 2,58×10−4 C/kg.
Sebbene sia stato un grande passo nella standardizzazione della misura delle radiazioni, il röntgen ha lo svantaggio di rappresentare solo la quantità della ionizzazione dell'aria, ma senza fornire una misura diretta della radiazione assorbita da altri materiali, per esempio dai diversi tessuti umani. Per esempio, un roentgen deposita 0,00877 Gy (0,877 rad) di dose in aria secca, o 0,0096 Gy (0,96 rad) nei tessuti molli. Un roentgen di raggi X deposita nelle ossa fra 0,01 e 0,04 Gy (fra 1 e 4 rad), a seconda dell'energia delle radiazioni. 
L'unità di misura prende il nome dal fisico tedesco Wilhelm Conrad Röntgen.

## Esempi
- Il tasso medio di esposizione a un televisore a tubo catodico vale circa 2 mR/anno.
- Una radiografia produce da 1 mR a 10 mR.